# José Estêvão Cancela de Vitória
José Estêvão Cancela de Vitória, que também assinou como Victória P., foi um pintor português do século XX que se dedicou ao meio azulejar, tendo trabalhado na Fábrica de Cerâmica da Viúva Lamego e na Antiga Fábrica de Cerâmica de Montargila (de Algés). O seu trabalho pode ser encontrado, i.a. na Estação Ferroviária de Óbidos e nas cavalariças de Rio Frio (Pinhal Novo).